# Frente de Madrid
Frente de Madrid és un llargmetratge del director espanyol Edgar Neville Romrée, rodat a Itàlia en doble versió en castellà i italià el 1939.

## Sinopsi
Un jove falangista té la missió de lliurar un missatge a Madrid vestit d'uniforme, moment en què aprofita per visitar a la seva núvia. En el retorn és ferit de gravetat i es veu obligat a buscar refugi al costat d'un altre milicià.

## La pel·lícula
Edgar Neville va ser cridat pels Germans Bassoli de Roma per a portar a la pantalla la seva novel·la ambientada durant la guerra civil espanyola i que s'havia publicat a Itàlia.
El títol de la versió italiana és Carmen fra i Rossi i comptava pràcticament amb el mateix equip, a diferència del protagonista principal, que en aquest últim cas no era Rafael Rivelles sinó Fosco Giachetti.
La versió espanyola del film es troba perduda, mentre que la italiana va ser recuperada i mostrada en el XX Festival del Cinema Ritrovato de Bolonya, al juliol de 2006.

## Repartiment
- Fosco Giachetti: Saverio
- Conchita Montes: Carmen
- Juan de Landa: Amalio
- Calisto Bertramo: cap soviètic
- Manuel Miranda: El cap de la txeca
- Blanca de Silos: Mercedes
- Argimiro Guerra: germà de Carmen
- Carlos Muñoz Arosa: milicià comunista
- Manolo Morán: capità Salmeron
- Crisanta Blanco: La portinaia
- José Martín: miliziano affamato
- Luis López Estrada: milicià de la fai F.A.I.
- Ángel Marrero: locutor de la ràdio clandestina